# Salgesch
Salgesch (en francés Salquenen) es una comuna suiza del cantón del Valais, situada en el distrito de Leuk. Limita al noreste con la comuna de Varen, al sureste con Leuk, al sur con Anniviers, al suroeste con Sierre, al oeste con Miège, y al noroeste con Mollens.